# Phelypaea
Phelypaea – rodzaj roślin z rodziny zarazowatych (Orobanchaceae). Obejmuje cztery gatunki. Zasięg rodzaju obejmuje południowo-wschodnią Europę i południowo-zachodnią Azję. Są to rośliny pasożytujące na chabrach Centaurea i Psephellus. Bywały wykorzystywane jako pożywienie głodowe.

## Morfologia

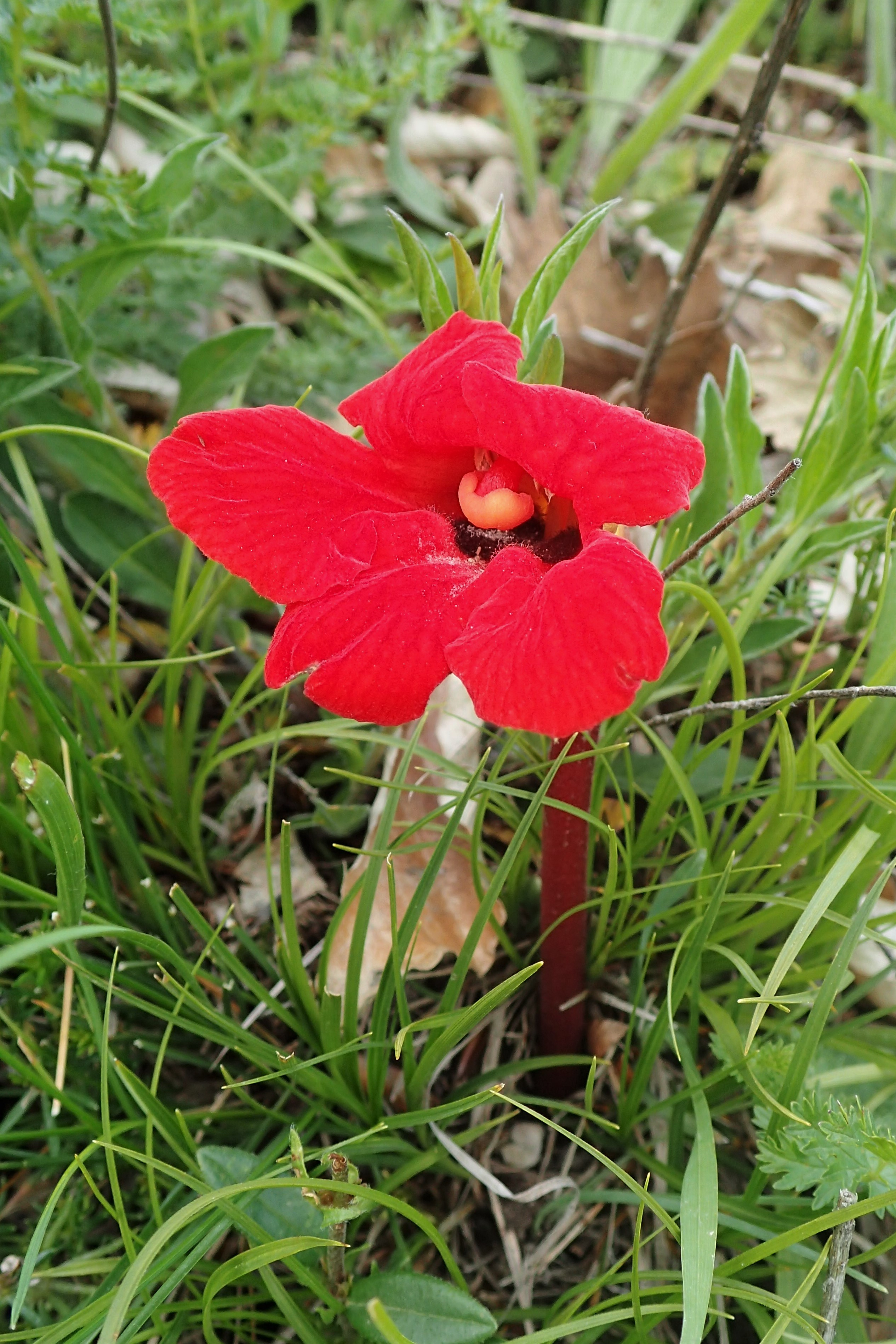
Phelypaea tournefortii

PokrójBezzieleniowe, nagie rośliny zielne o pędach mięsistych, krótkich, wzniesionych.
LiścieŁuskowate, siedzące i mniej lub bardziej obejmujące łodygę, szerokojajowate i całobrzegie, zaostrzone lub tępe.
KwiatyOkazałe i pojedyncze, rzadko w liczbie dwóch, wyrastają na długich szypułkach. Kielich rurkowaty, nieco grzbiecisty, z 5 ostrymi łatkami. Korona czerwona, w dolnej części w postaci wygiętej rurki, w górze z szeroko rozpostartymi dwiema wargami. Pręciki 4, schowane w gardzieli korony. Zalążnia jajowata. Znamię na szczycie szyjki słupka główkowate.
OwoceTorebki otwierające się dwiema klapami, zawierające liczne, podobne do pyłu nasiona o siateczkowatej łupinie.

## Systematyka
Pozycja systematyczna
Rodzaj z plemienia Orobancheae z rodziny zarazowatych (Orobanchaceae).
Wykaz gatunków
- Phelypaea boissieri (Reut.) Stapf
- Phelypaea coccinea (M.Bieb.) Poir.
- Phelypaea helenae Popl. ex Sukaczev
- Phelypaea tournefortii Desf.